# 川井清一郎
川井 清一郎（かわい せいいちろう、1894年3月6日 - 1930年5月17日）は、日本の教育者。大正自由教育運動への弾圧事件である川井訓導事件の当事者として知られる。

## 人物
長野県東筑摩郡松本町（現・松本市）生まれ。父は旧松本藩士であったが幼い頃に亡くなり、小学校准教員であった母のもとで育つ。長野県師範学校を卒業し、小学校勤務を経た後、広島高等師範学校学校教育学科に学び、1920年に松本女子師範附属小学校の訓導となる。1924年9月5日、いわゆる川井訓導事件により休職を命じられ、退職願により退職。その後、旧制中学校教師の資格を取るため広島高等師範学校研究科で再度学び、広島県内の女学校の教頭などを務める。1930年に結核で死亡。
次男の川井健は民法学者で第11代一橋大学学長。